# Der Schattenkrieg
Der Schattenkrieg (englischer Originaltitel: Clear and Present Danger) ist der Titel eines Romans von Tom Clancy, der 1989 veröffentlicht wurde. Das Buch wurde 1994 unter dem amerikanischen Originaltitel verfilmt. Im deutschsprachigen Raum erhielt der Film den abweichenden Titel Das Kartell.
Das Buch ist ein Politthriller und handelt vom Kampf der US-Regierung gegen Drogen. Dabei kommt es zur Anwendung militärischer Gewalt gegen das Drogenkartell in Kolumbien.

## Handlung
Ein Schiff der US-amerikanischen Küstenwache unter Kapitän Red Wegener entert in der Karibik eine Yacht und entdeckt, dass der Eigner, seine Frau und die beiden Kinder ermordet wurden. Der Mord steht im Zusammenhang mit Drogen, die Frau und die Tochter wurden vor dem Mord vergewaltigt. Die Täter sind noch an Bord und werden festgenommen. Sie erhalten den Spitznamen Die Piraten. Die Küstenwache nimmt an, dass die Täter ohne Geständnis mit einer zu geringen Strafe davonkommen würden, und hält deswegen ein Kriegsgericht ab, das einen der Täter zum Tode verurteilt. Nach dessen Scheinexekution legt der zweite ein volles Geständnis ab.
In den weiteren Ermittlungen auf dem Festland kommt heraus, dass der ermordete Geschäftsmann für das Drogenkartell Geldwäsche betrieb. Die folgende Aktion TARPON führt zur Beschlagnahmung von 650 Millionen Dollar des Kartells. Neben dieser Aktion möchte der US-Präsident, der sich im Wahlkampf befindet, den Krieg gegen Drogen energischer führen und damit sein Wahlversprechen einlösen. Er will mit einer verdeckten Operation gegen das kolumbianische Kartell die Quelle des Drogenhandels treffen. Der Plan wird von drei hohen Beamten in die Tat umgesetzt: dem Sicherheitsberater des Präsidenten Vize-Admiral James Cutter, dem stellvertretenden CIA-Direktor (Operations) Robert Ritter und dem CIA-Direktor Arthur Moore.
Der Plan unter der Bezeichnung SHOWBOAT besteht aus mehreren Phasen. Die erste zum Plan gehörende Operation ist EAGLE EYE, in der Flugzeuge, die Drogen von Kolumbien in die USA transportieren, von einem F-15-Kampfflugzeug abgefangen und zur Landung gezwungen oder, bei Weigerung, abgeschossen werden sollen.
Darauf folgt Operation VARIABEL, für die Spanisch sprechende Mitglieder der leichten Infanterie mit lateinamerikanischen Wurzeln angeworben und ausgebildet wurden. Unter diesen Männern befindet sich auch Domingo Chavez. Die Einheiten werden in Kolumbien abgesetzt und haben die Aufgabe, kleine Flugplätze, die als Startpunkt der Kurierflüge dienen, zu beobachten und diese sowie Produktionsstätten zu zerstören.
Währenddessen schickt Ernesto Escobedo, der Chef des kolumbianischen Drogenkartells, den früheren kubanischen Geheimdienstler Félix Cortez in die USA, um nach der Ursache für die verschwundenen Flugzeuge zu suchen. Dieser baut eine Beziehung zu Moira Wolfe, der Sekretärin des FBI-Direktors Emil Jacobs auf und bekommt von ihr die Information, dass ihr Vorgesetzter nach Kolumbien zu einem Treffen mit dem dortigen Justizminister fliegt. Cortez gibt diese Information weiter, ist jedoch wütend, nachdem er erfahren hat, dass Escobedo den FBI-Direktor, den US-Botschafter in Kolumbien und einen weiteren hohen Beamten im Auto während der Fahrt vom Flughafen in einen Hinterhalt locken und ermorden ließ. Er fürchtet Vergeltungsschläge durch die USA.
Das Attentat hat eine weitere Verschärfung der Situation mit der Operation REZIPROZITÄT zur Folge. John Clark erhält praktisch freie Hand, gegen das Kartell vorzugehen. Er lässt eine lasergesteuerte Bombe auf ein Haus abwerfen, in dem eine Beratung des Kartells stattfindet. Die Bombe, die wegen ihrer brennbaren Hülle keine eigenen Überreste hinterlässt, lässt den Angriff wie einen Anschlag mit einer Autobombe aussehen. Bei dem Angriff sterben aber nicht nur Kartellmitglieder, sondern auch deren Angehörige und Hauspersonal. Cortez vermutet, dass die USA hinter dem Angriff stecken, und setzt die Bombe in Zusammenhang mit der kürzlich entdeckten Aktivität an den Flugplätzen. Eine zweite Bombe, die weitere Kartellmitglieder tötet, kommt ihm gelegen: Er beschließt, die Schwächung des Kartells zu nutzen, um selbst aufzusteigen. Deshalb inszeniert er einen Hinterhalt auf Escobedo und zieht bewaffnete Truppen der Drogenbarone ab, um die amerikanischen Truppen, die Verarbeitungsplätze angreifen, zu verfolgen und die Kartellmitglieder zu schwächen. Er möchte zwei Fliegen mit einer Klappe schlagen, indem er die Amerikaner töten lässt und dabei Männer des Kartells opfert. Dann kommt er jedoch zu dem Schluss, sich noch weiter durch Handlungen der USA helfen zu lassen. Deshalb schickt er Cutter, dem Sicherheitsberater des US-Präsidenten, ein Fax, in dem ein Treffen vereinbart wird.
Jack Ryan wurde während dieser Ereignisse zum kommissarischen Deputy Director Intelligence ernannt, weil sein Chef Admiral James Greer im Sterben liegt. Er wird von Moore und Ritter nicht über die Operation SHOWBOAT informiert, weil sie ihm nicht vertrauen und den Kreis der Mitwisser klein halten möchten. Ryan ist jedoch besorgt über die Vorfälle in Kolumbien und wird von seinem Freund Robby Jackson, einem Marineflieger, über den Start des Flugzeugs, das die Bombe abgeworfen hat, und über die Spezialeinheiten informiert. Er fragt Direktor Moore, was in Kolumbien vorgeht, und erhält die Antwort, er solle dem Überwachungsausschuss des Kongresses für die Geheimdienste sagen, dass man nichts mit den Vorfällen zu tun habe. Mit dieser Lüge gegenüber dem Ausschuss würde Ryan aber das Gesetz brechen.
Während Ritters Abwesenheit öffnet Ryan dessen Safe, findet die Dokumente zu den geheimen Operationen und kopiert sie teilweise. Er hält diese Aktionen für illegal und setzt sich mit dem befreundeten FBI-Beamten Dan Murray in Verbindung. Die beiden weihen den Direktor des FBI ein und beginnen eine unabhängige und geheime Aufklärungsaktion. Ein Beamter folgt Admiral Cutter, als dieser alleine nach Panama fliegt, und beobachtet und fotografiert ihn bei seinem Treffen mit Cortez. Cutter und Cortez vereinbaren Stillschweigen über die Operationen der Amerikaner, wenn Cutter die Soldaten in Kolumbien aufgibt und Cortez unterstützt, die Führungsposition im Kartell zu übernehmen. Dafür will dieser, nach Erlangen der Macht, die Drogeneinfuhren in die USA halbieren und keine Informationen an die Presse weitergeben. Cutter, der vom Präsidenten nach den Kollateralschäden angewiesen wurde, die Aktion so schnell wie möglich zu beenden, veranlasst, dass die Kommunikation mit den Einheiten in Kolumbien sowie deren Versorgung eingestellt werden. Außerdem lässt er Ritter in Washington alle Unterlagen vernichten und gibt die Koordinaten des Aufenthaltsortes der Truppen in Kolumbien an Cortez weiter.
Am Totenbett von Admiral Greer lernt Jack Ryan John Clark kennen, der ihn über die Operation SHOWBOAT endgültig aufklärt. Er möchte die Soldaten, die inzwischen infolge des Verrats und des daraus resultierenden Angriffs stark dezimiert wurden, ausfliegen. Sie beschließen zusammen mit den kooperierenden FBI-Agenten eine geheime Rettungsaktion.
Domingo Chavez und weitere Überlebende werden per Hubschrauber gerettet. Clark möchte jedoch Cortez, der die Jagd befohlen hat, in die Finger bekommen. Cortez und sein Auftraggeber Escobedo werden bei einer Razzia festgenommen. Ryan verbietet Clark, Escobedo zu töten. Also übergibt Clark Escobedo als „Verräter“ später dessen Rivalen im Kartell. Cortez wird verhört und später an Kuba überstellt.

## Hintergrund
Der Schattenkrieg kann als Allegorie zur Iran-Contra-Affäre gesehen werden, da diese 1986, also noch während des Schreibens des Buches, Schlagzeilen machte. Die US-Regierung unterstützte mit Geld aus illegalen Waffenverkäufen an den Iran die Contras in Nicaragua. Bei Anhörungen im Kongress kam weiterhin heraus, dass die Contras mehrere Tonnen Kokain in die USA schmuggelten und die CIA davon wusste.
Der Originaltitel Clear and Present Danger ist ein Zitat aus der Urteilsbegründung des Obersten Gerichtshofs der USA aus dem Jahr 1919 zum Verfahren Schenck vs. US, mit dem die Einschränkungen des Ersten Verfassungszusatzes (der Meinungsfreiheit und Pressefreiheit garantiert) durch den Espionage Act von 1917 genehmigt wurden.

## Einordnung in den Jack-Ryan-Zyklus
Das Buch Der Schattenkrieg ist nach Veröffentlichung der sechste Roman rund um Jack Ryan, der von Tom Clancy in Jagd auf Roter Oktober eingeführt wurde. In diesem Roman treffen Jack Ryan und John Clark das erste Mal aufeinander, deren Verbindung in den folgenden Romanen weiter aufgegriffen wird. Auch Domingo Chavez, genannt „Ding“, hat seinen ersten Auftritt.

## Verfilmung
1994 wurde die Buchvorlage unter dem Titel Das Kartell verfilmt. Die Hauptrollen spielten Harrison Ford als Jack Ryan und Willem Dafoe als John Clark.